# غيد براينت
غيد براينت (بالإنجليزية: Gyude Bryant)‏ (و. 1949 – 2014 م) هو سياسي من ليبيريا ولد في مونروفيا.

## روابط خارجية
- غيد براينت على موقع الموسوعة البريطانية (الإنجليزية)
- غيد براينت على موقع مونزينجر (الألمانية)